# Bahía Bustamante
Bahía Bustamante est un village côtier du département d'Escalante dans la province de Chubut en Patagonie (Argentine).

## Histoire
La localité a été créée par l'homme d'affaires d'origine espagnole Don Lorenzo Soriano (née à Baeza dans la province andalouse de Jaén en 1901, mort en 1987) qui y a installé en 1953 un centre de récolte des algues pour la production de produits capillaires de type brillantine à partir de carraghénane, complétée par la récolte des Mytilidae.
Après l'arrêt de cette activité dans les années 1980 à la suite de deux marées noires, la localité est restée à l'abandon avant que le petit-fils du fondateur n'y implante dans les années 2000 une activité touristique, tirant parti des richesses des paysages naturels aux portes du parc naturel côtier de Patagonie (Parque interjurisdiccional marino costero Patagonia Austral (es)).
Le ramassage des algues a repris pour fournir des algues désormais pour une utilisation alimentaire, sans pour autant devenir de l'algoculture.

## Démographie
La population est montée à 600 habitants à l'apogée de l'activité de récolte des algues avant de descendre à quelques dizaines.